# Tomice (district de Benešov)
Pour les articles homonymes, voir Tomice.
Tomice (en allemand : Tomitz) est une commune du district de Benešov, dans la région de Bohême-Centrale, en République tchèque. Sa population s'élevait à 138 habitants en 2020.

## Géographie
Tomice se trouve à 20 km à l'est-sud-est de Ledeč nad Sázavou, à 20 km à l'est-sud-est de Vlašim, à 38 km à l'est-sud-est de Benešov et à 71 km au sud-est de Prague.
La commune est limitée par Dolní Kralovice au nord et à l'est, par Blažejovice au sud-est, par Děkanovice au sud, et par Loket à l'ouest.

## Histoire
La première mention écrite de la localité date de 1352.